# Campylopus subulatus
Campylopus subulatus (deutsch Pfriemen-Krummstielmoos) ist eine Laubmoos-Art aus der Familie Leucobryaceae.

## Merkmale
Campylopus subulatus bildet bis etwa 3 Zentimeter hohe gelbgrüne Rasen. Die Blätter sind 3 bis 5 Millimeter lang, aufrecht abstehend, schmal lanzettlich mit röhrenförmiger Pfrieme und gezähnelter Blattspitze. Die Blattrippe nimmt am Blattgrund etwa die Hälfte bis vier Fünftel der Blattbreite ein. Der Querschnitt der Rippe weist an der Oberseite (ventral) eine Lage mit großen hyalinen Zellen auf, dorsale Stereiden fehlen. Blattflügelzellen sind nur schwach differenziert, etwas vergrößert und farblos. Laminazellen sind unten rechteckig bis linealisch und dünnwandig, oben kleiner und quadratisch bis rechteckig.
Die vegetative Vermehrung erfolgt durch abbrechende Sproßspitzen, Sporenkapseln sind sehr selten.

## Campylopus schimperi
Die Abgrenzung zu Campylopus schimperi Milde wird verschieden dargestellt, zum Teil erfolgt eine Trennung auf Artniveau, zum Teil wird C. schimperi als Varietät zu C. subulatus (Campylopus subulatus var. schimperi (Milde) Husn.) gestellt. Als Unterschiede werden etwa angegeben: Rhizoidenfilz (C. schimperi hat rötlichen Rhizoidenfilz, bei C. subulatus fehlend), Rückseite der Blattrippe (C. schimperi glatt, C. subulatus vorspringende Zellen). Eine klare Trennung scheint nicht immer möglich.

## Standortansprüche
Die kalkmeidende Art siedelt auf Lehm- oder Sandboden, oft auf Wegen und -rändern, sowie auf Gestein in alpinen Lagen. Campylopus subulatus ist eher in Mittelgebirgslagen, Campylopus schimperi vorwiegend alpin vertreten.

## Verbreitung
Die Verbreitung ist subozeanisch-montan. Vorkommen gibt es in Europa, Asien und Nordamerika.